# Шкофя вас
Шкофя вас (на словенски: Škofja vas) е село в Словения, Савински регион, община Целе. Според Националната статистическа служба на Република Словения през 2015 г. селото има 515 жители.